# Phrynocephalus erythrurus
Espèce
Phrynocephalus erythrurus est une espèce de sauriens de la famille des Agamidae.

## Répartition
Cette espèce est endémique des monts Keria au Tibet en République populaire de Chine.

## Publication originale
- Zugmayer, 1909 : Beiträge zur Herpetologie von Zentral-Asien. Zoologische Jahrbücher. Abteilung für Anatomie und Ontogenie der Tiere, vol. 27, p. 481-508 (texte intégral).